# Hilde Sperling
Pour les articles homonymes, voir Sperling.
Hildegard « Hilde » Krahwinkel (née le 26 mars 1908 à Essen - morte le 7 mars 1981 à Helsingborg, Suède) est une joueuse de tennis allemande naturalisée danoise, active durant les années 1930. Elle demeure plus connue sous son nom de femme mariée, Hilde Sperling.
Elle est membre de l'International Tennis Hall of Fame depuis 2013.

## Biographie
Entre 1935 et 1937, elle a remporté trois fois consécutivement les Internationaux de France, chaque fois face à Simonne Mathieu en finale. Cette performance a été réalisée par seulement trois autres joueuses (Helen Wills, Monica Seles et Justine Henin).
Elle a aussi atteint deux finales à Wimbledon en 1931 et 1936. Entre 1933 et 1939, elle s'impose six fois consécutivement au championnat d'Allemagne.
Elle se marie en décembre 1933 avec un ressortissant danois, Sven Sperling, et représente à partir de la saison 1934 le Danemark en compétition.
Classée dans le top 10 mondial au cours des années 1930 et considérée comme la meilleure joueuse au monde pour l'année 1936, elle met fin à sa carrière internationale en 1939 puis s'installe en Suède.
Sa grande taille lui permettait d'avoir une excellente couverture de terrain. Selon le journaliste Allison Danzig, malgré un jeu peu orthodoxe, elle brillait grâce à une grande régularité. Joueuse de fond de court, elle excellait sur terre battue, surface sur laquelle elle ne perd qu'un seul match entre 1935 et 1939 (contre Simonne Mathieu en 1937).

## Palmarès (partiel)

### Titres en simple dames
| No | Date       | Nom et lieu du tournoi          | Catégorie | Surface      | Finaliste            | Score         |          |
| -- | ---------- | ------------------------------- | --------- | ------------ | -------------------- | ------------- | -------- |
| 1  | 15-04-1935 | Internationaux d'Italie, Rome   |           | Terre (ext.) | Lucia Valerio        | 6-4, 6-1      |          |
| 2  | 20-05-1935 | Internationaux de France, Paris | G. Chelem | Terre (ext.) | Simonne Mathieu      | 6-2, 6-1      | Parcours |
| 3  | 19-05-1936 | Internationaux de France, Paris | G. Chelem | Terre (ext.) | Simonne Mathieu      | 6-3, 6-4      | Parcours |
| 4  | 18-05-1937 | Internationaux de France, Paris | G. Chelem | Terre (ext.) | Simonne Mathieu      | 6-2, 6-4      | Parcours |
| 5  | 18-07-1948 | Swedish International, Båstad   |           | Terre (ext.) | Jadwiga Jędrzejowska | 8-6, 0-6, 6-1 | Parcours |

### Finales en simple dames
| No | Date       | Nom et lieu du tournoi           | Catégorie | Surface      | Vainqueure        | Score         |          |
| -- | ---------- | -------------------------------- | --------- | ------------ | ----------------- | ------------- | -------- |
| 1  | 22-06-1931 | The Championships, Wimbledon     | G. Chelem | Gazon (ext.) | Cilly Aussem      | 6-2, 7-5      | Parcours |
| 2  | 22-06-1936 | The Championships, Wimbledon     | G. Chelem | Gazon (ext.) | Helen Jacobs      | 6-2, 4-6, 7-5 | Parcours |
| 3  | 11-07-1949 | Swedish Championships, Båstad    |           | Terre (ext.) | Thelma Coyne Long | 6-2, 6-3      | Parcours |
| 4  | 17-07-1950 | Swedish International HC, Båstad |           | Terre (ext.) | Thelma Coyne Long | 3-6, 6-2, 6-4 | Parcours |

### Titre en double dames
| No | Date       | Nom et lieu du tournoi          | Catégorie | Surface      | Partenaire           | Finalistes                        | Score |          |
| -- | ---------- | ------------------------------- | --------- | ------------ | -------------------- | --------------------------------- | ----- | -------- |
| 1  | 02-07-1951 | Swedish International HC Båstad |           | Terre (ext.) | Birgit Gullbrandsson | Nancye Wynne Bolton Clare Proctor | NC    | Parcours |

### Finales en double dames
| No | Date       | Nom et lieu du tournoi         | Catégorie | Surface      | Vainqueures                   | Partenaire           | Score    |          |
| -- | ---------- | ------------------------------ | --------- | ------------ | ----------------------------- | -------------------- | -------- | -------- |
| 1  | 20-05-1935 | Internationaux de France Paris | G. Chelem | Terre (ext.) | Margaret Scriven Kay Stammers | Ida Adamoff          | 6-4, 6-0 | Parcours |
| 2  | 24-06-1935 | The Championships Wimbledon    | G. Chelem | Gazon (ext.) | Freda James Kay Stammers      | Simonne Mathieu      | 6-1, 6-4 | Parcours |
| 3  | 11-07-1949 | Swedish Championships Båstad   |           | Terre (ext.) | Joyce Fitch Thelma Coyne Long | Birgit Gullbrandsson | 6-1, 6-1 | Parcours |

### Titre en double mixte
| No | Date       | Nom et lieu du tournoi      | Catégorie | Surface      | Partenaire          | Finalistes                     | Score    |          |
| -- | ---------- | --------------------------- | --------- | ------------ | ------------------- | ------------------------------ | -------- | -------- |
| 1  | 26-06-1933 | The Championships Wimbledon | G. Chelem | Gazon (ext.) | Gottfried von Cramm | Mary Heeley Norman Farquharson | 7-5, 8-6 | Parcours |

### Finale en double mixte
| No | Date       | Nom et lieu du tournoi      | Catégorie | Surface      | Vainqueures                  | Partenaire   | Score    |          |
| -- | ---------- | --------------------------- | --------- | ------------ | ---------------------------- | ------------ | -------- | -------- |
| 1  | 23-06-1930 | The Championships Wimbledon | G. Chelem | Gazon (ext.) | Elizabeth Ryan Jack Crawford | Daniel Prenn | 6-1, 6-3 | Parcours |

## Parcours en Grand Chelem (partiel)
Si l’expression « Grand Chelem » désigne classiquement les quatre tournois les plus importants de l’histoire du tennis, elle n'est utilisée pour la première fois qu'en 1933, et n'acquiert la plénitude de son sens que peu à peu à partir des années 1950.

### En simple dames
| Année | Championnat d'Australie | Championnat d'Australie | Internationaux de France | Internationaux de France | Wimbledon      | Wimbledon     | US National | US National |
| 1929  | -                       | -                       | 2e tour (1/16)           | Sylvie Jung              | -              | -             | -           | -           |
| 1930  | -                       | -                       | 3e tour (1/8)            | Phoebe Holcroft          | 2e tour (1/32) | Helen Wills   | -           | -           |
| 1931  | -                       | -                       | 1/2 finale               | Betty Nuthall            | Finale         | Cilly Aussem  | -           | -           |
| 1932  | -                       | -                       | 1/2 finale               | Helen Wills              | 1/4 de finale  | Helen Jacobs  | -           | -           |
| 1933  | -                       | -                       | 2e tour (1/16)           | Margaret Scriven         | 1/2 finale     | Helen Wills   | -           | -           |
| 1934  | -                       | -                       | -                        | -                        | 4e tour (1/8)  | Joan Hartigan | -           | -           |
| 1935  | -                       | -                       | Victoire                 | Simonne Mathieu          | 1/2 finale     | Helen Jacobs  | -           | -           |
| 1936  | -                       | -                       | Victoire                 | Simonne Mathieu          | Finale         | Helen Jacobs  | -           | -           |
| 1937  | -                       | -                       | Victoire                 | Simonne Mathieu          | 1/4 de finale  | Alice Marble  | -           | -           |
| 1938  | -                       | -                       | -                        | -                        | 1/2 finale     | Helen Wills   | -           | -           |
| 1939  | -                       | -                       | -                        | -                        | 1/2 finale     | Alice Marble  | -           | -           |

À droite du résultat, l’ultime adversaire.

### En double dames
| Année | Championnat d'Australie | Championnat d'Australie | Internationaux de France   | Internationaux de France    | Wimbledon                     | Wimbledon                  | US National | US National |
| 1929  | -                       | -                       | 2e tour (1/8) Anne Peitz   | Bobbie Heine Alida Neave    | -                             | -                          | -           | -           |
| 1930  | -                       | -                       | -                          | -                           | 2e tour (1/16) Anne Peitz     | E. Bennett Betty Nuthall   | -           | -           |
| 1931  | -                       | -                       | 2e tour (1/8) Anne Peitz   | Doris Metaxa C. Rosambert   | 2e tour (1/16) Cilly Aussem   | Contostavlos Lolette Payot | -           | -           |
| 1932  | -                       | -                       | 2e tour (1/8) Anne Peitz   | Ida Adamoff Muriel Thomas   | 1er tour (1/32) M-L. Horn     | E. Dearman Nancy Lyle      | -           | -           |
| 1933  | -                       | -                       | 1/4 de finale Cilly Aussem | M. Scriven Josane Sigart    | 2e tour (1/16) W. Bower       | E. Bennett Betty Nuthall   | -           | -           |
| 1934  | -                       | -                       | -                          | -                           | 1er tour (1/32) Virginia Rice | E. Dearman Nancy Lyle      | -           | -           |
| 1935  | -                       | -                       | Finale Ida Adamoff         | M. Scriven K. Stammers      | Finale S. Mathieu             | Freda James K. Stammers    | -           | -           |
| 1936  | -                       | -                       | 1/4 de finale Lilí Álvarez | Nelly Adamson Josane Sigart | -                             | -                          | -           | -           |
| 1937  | -                       | -                       | 1/4 de finale Helen Jacobs | C. Boegner S. Iribarne      | 3e tour (1/8) Helen Jacobs    | D. Andrus Sylvie Jung      | -           | -           |

Sous le résultat, la partenaire ; à droite, l’ultime équipe adverse.

### En double mixte
| Année | Championnat d'Australie | Championnat d'Australie | Internationaux de France    | Internationaux de France | Wimbledon             | Wimbledon               | US National | US National |
| 1929  | -                       | -                       | 2e tour (1/16) Daniel Prenn | E. Goldsack Ian Collins  | -                     | -                       | -           | -           |
| 1930  | -                       | -                       | 2e tour (1/16) Kleinschroth | S. Mathieu T. Harada     | Finale Daniel Prenn   | E. Ryan J. Crawford     | -           | -           |
| 1933  | -                       | -                       | -                           | -                        | Victoire G. von Cramm | Mary Heeley Farquharson | -           | -           |

Sous le résultat, le partenaire ; à droite, l’ultime équipe adverse.